# Рибинка (Волгоградська область)
Рибинка (рос. Рыбинка) — село у Ольховському районі Волгоградської області Російської Федерації.
Населення становить 701 особу. Входить до складу муніципального утворення Рибинське сільське поселення.

## Історія
Населений пункт розташований у межах українського історичного та культурного регіону Жовтий Клин.
Згідно із законом від 24 грудня 2004 року № 978-ОД органом місцевого самоврядування є Рибинське сільське поселення.

## Населення
| 2010 | 2012 | 2013 | 2014 | 2015 | 2016 | 2017 |
| ---- | ---- | ---- | ---- | ---- | ---- | ---- |
| 700  | ↘693 | ↗703 | ↗725 | ↘708 | ↘706 | ↘701 |

## Люди
В селі народився Бертяков Іван Денисович (1923—1985) — український радянський живописець.